# Giovanni Filippo Gallarati Scotti
Giovanni Filippo Gallarati Scotti (ur. 25 lutego 1747 w Mediolanie, zm. 6 października 1819 w Orvieto) – włoski kardynał

## Życiorys
Urodził się 25 lutego 1747 roku w Mediolanie, jako syn Giovannigo Battisty Gallarati Scottiego i Marii Teresy Spinoli. Studiował na Uniwersytecie Pawijskim, gdzie uzyskał doktorat utroque iure. Po studiach został wicelegatem w Romanii i referendarzem Najwyższego Trybunału Sygnatury Apostolskiej. 12 sierpnia 1792 roku przyjął święcenia kapłańskie, a dwanaście dni później został wybrany tytularnym arcybiskupem Side. 17 marca 1793 roku przyjął sakrę. W latach 1793–1795 był nuncjuszem w Toskanii, a w okresie 1795–1797 – w Wenecji. 23 lutego 1801 roku został kreowany kardynałem prezbiterem i otrzymał kościół tytularny Sant’Alessio. Odmówił wzięcia udziału w ślubie Napoleona i Marii Ludwiki, za co został wygnany do Sedanu i Tulonu. Został archiprezbiterem bazyliki liberiańskiej, a w 1817 – prefektem ds. ekonomicznych Kongregacji Rozkrzewiania Wiary. Zmarł 6 października 1819 roku w Orvieto.